# Magneville
Magneville é uma comuna francesa na região administrativa da Normandia, no departamento Mancha. Estende-se por uma área de 9,59 km². Em 2010 a comuna tinha 326 habitantes (densidade: 34 hab./km²).